# Копленіг Йоганн
Йоганн Копленіг (нім. Johann Koplenig) (15 травня 1891, містечко Ядерсдорф (Санкт-Лоренцен), Каринтія, Австро-Угорщина, тепер Австрія — 13 грудня 1968, місто Відень, Австрія) — австрійський політичний діяч, діяч міжнародного комуністичного руху, голова та генеральний секретар Комуністичної партії Австрії. У 1945—1959 роках був депутатом Національної ради Австрії.

## Життєпис
Народився в бідній родині сільськогосподарського робітника (лісоруба), один із чотирьох дітей. Закінчив лише два класи початкової школи, оскільки родина не мала коштів на оплату навчання. Навчався на шевця. У 1909 році, у навчальній поїздці для підготовки до складання іспиту на майстра, Копленіг познайомився з соціал-демократичними ідеями, вступив до Соціал-демократичної партії Австрії, брав активну участь у робітничому русі у взуттєвій та шкіряній промисловості. У 1910 році створив у місті Юденбург профспілкову організацію робітників-кожум'як. У 1911 році був одним із засновників організації соціалістичної робітничої молоді в Кніттельфельді (Австро-Угорщина).
У 1914 році був мобілізований до австро-угорської армії, відправлений на Східний фронт, де зазнав поранення й у 1915 році потрапив у російський полон.
Член РКП(б) з 1918 року. У 1918 році увійшов до керівництва групи військовополонених у Нижньому Новгороді. Працював пропагандистом у кількох таборах військовополонених на Уралі. Учасник громадянської війни в Росії. 
Влітку 1920 року Копленіг повернувся з полону до Австрії і поринув у політичну роботу в Кніттельфельді, брав участь у виборах і організував там місцевий осередок Комуністичної партії Австрії. У березні 1922 року на V з'їзді КПА обраний одним зі співголів партії та представником Штирії у партійному керівництві. У лютому 1923 року Копленіга обрали секретарем КПА у Штирії. У 1924—1945 роках — генеральний секретар ЦК Комуністичної партії Австрії.
Після Липневого заколоту 1927 року Копленіга заарештували та висунули йому звинувачення у підбурюванні та державній зраді, але зрештою виправдали. Активно працював у Комінтерні, в 1928 році був обраний до Виконавчого комітету Комінтерну (ВККІ), в 1935 році — до Президії ВККІ.
У травні 1933 року діяльність КПА була заборонена за рішенням уряду Дольфуса, партія перейшла на нелегальне становище. Після лютневих боїв 1934 року також заборонили Соціал-демократичну партію Австрії. Багато соціал-демократів перейшли на КПА, яка перетворилася на масову нелегальну партію. Копленіг втратив австрійське громадянство й виїхав до Праги (Чехословаччина), звідки керував нелегальною роботою. У травні 1938 року Копленіг мусив залишити Прагу й переїхав до Парижа, куди перемістилося керівництво КПА. Також проживав у СРСР.
У 1945 році повернувся до Відня та став співзасновником Другої Австрійської Республіки від імені КПА, був у числі чотирьох, які 27 квітня 1945 року підписали Декларацію про незалежність Австрії, увійшов до складу уряду.
До затвердження складу уряду Фігля за результатами перших виборів до Національної ради Австрії, що відбулися 25 листопада 1945 року, Копленіг обіймав посаду статс-секретаря без портфеля в тимчасовому державному уряді Карла Реннера, входив до політичної ради уряду, що складався з глави уряду і трьох статс-секретарів від трьох партій.
У травні 1945 — травні 1965 року — голова Комуністичної партії Австрії. У травні 1965 року перед XIX з'їздом КПА Копленіг заявив про свою відставку з посади голови Компартії Австрії. У 1965—1968 роках — почесний голова Комуністичної партії Австрії.
Автор праць з питань австрійського і міжнародного комуністичного руху.
Був двічі одружений, мав двох дітей. Дочка Елізабет — славістка та перекладачка Солженіцина, підтримувала зв'язки з радянськими дисидентами. 
Помер від раку 13 грудня 1968 року у Відні. Останки після кремації поховані на цвинтарі при Зиммерінгському крематорії у Відні.

## Нагороди
- орден Леніна